# Esopské války
Esopské války byly dva konflikty mezi Nizozemci a indiánským kmenem Esopus, k nimž došlo v letech 1659-1663 v Novém Nizozemí. Války neskončily rozhodným vítězstvím ani jedné ze stran.

Nové Nizozemí a Nové Švédsko – přibližný rozsah osídlení v 50. letech 17. století

## První válka
První válka vypukla v důsledku incidentu mezi Indiány a nizozemskými kolonisty z osady Wiltwijck (Wiltwijk, Wiltwyck, Wildwyck) na středním toku řeky Hudson (dnes Kingston, New York). Nizozemci oblast kolonizovali v roce 1651 a záhy začali mít problémy s místními Indiány ze skupiny Leni-Lenapů zvanými Esopové. Situace se nakonec uklidnila a v říjnu 1658 obě strany uzavřely dohodu o prodeji půdy. 20. září 1659 se však Indiáni najatí na práci na kukuřičném poli opili a během „veselí“ došlo k hádkám a nedorozumění. Nizozemci, kteří byli vůči Indiánům krajně podezřívaví kvůli předcházejícím nesrovnalostem a také kvůli nedávno skončené „broskvové válce“, domorodce napadli a nejméně jednoho zabili. Následovala indiánská pomsta v podobě ničení úrody, zabíjení dobytka a zapalování domů. Nizozemci odpověděli stejnou mincí. Vzájemné půtky nesoucí se ve stejném duchu trvaly necelých 10 měsíců. Nakonec došlo 15. července 1660 k uzavření míru. Esopové souhlasili s potvrzením držení půdy Nizozemci za mír a dodávky jídla.

## Druhá válka
Napětí mezi oběma etniky však trvalo a především Esopové zjevně prahli po pomstě. V červnu 1663 vyzvali Nizozemci Indiány k uzavření smlouvy. Ti jim odpověděli, že je jejich zvykem jednat neozbrojeni v otevřených osadách. Nizozemci souhlasili a 7. června 1663 umožnili velkému množství Esopů vstup do opevněné osady Wiltwijck. Část Esopů mezitím napadla sousední vesnici Nieu Dorp (nyní Hurley, New York) a když se zpráva o úspěšném útoku dostala mezi Indiány ve Wiltwijcku, zaútočili tito také. Domorodci si přinesli zbraně skryté v oblečení a batozích. Nakrátko ovládli část města, kterou vydrancovali a zapálili několik domů. Nizozemští osadníci a vojáci je pak vytlačili za opevnění. Esopové během obou útoků zabili 21 osadníků a odvedli několik desítek žen, dětí a jednoho muže do zajetí.

V červnu a červenci došlo k několika střetům, ale Nizozemcům se nepodařilo Esopy výrazně oslabit, neboť ti chytře využívali znalost terénu a po přepadu se vždy rychle vytratili. Nizozemci nicméně získali pomoc Mohawků a koncem července poplenili okolí hlavní esopské opevněné osady v horách na severu. V srpnu válka pokračovala ve stejném duchu – Nizozemci ničili indiánskou úrodu, k žádné větší bitvě nedošlo. V září 1663 se Nizozemcům konečně podařilo svést s Esopy bitvu. Výsledkem bylo více než 20 mrtvých členů kmene včetně náčelníka Papequanaehena, 13 zajatých a následné poničení jejich opevněné osady. Nizozemci měli 3 mrtvé a 6 zraněných. Tím válka de facto skončila, ačkoli Nizozemci provedli ještě jednu větší „destrukční“ výpravu. Pravidelně pak posílali malé oddíly chránit zemědělce pracující na polích.

## Výsledky
Přesné údaje, kolik války stály životů na obou stranách, nejsou k dispozici. Jednalo se přinejmenším o mnoho desítek a možná i několik stovek lidí. Nizozemští osadníci ztratili poslední zbytky důvěry v Indiány a jednali s nimi už jen s krajní opatrností. V květnu 1664 byla v Novém Amsterdamu uzavřena formální mírová smlouva. Esopové museli propustit zajaté osadníky. Tento mír však byl labutí písní nizozemské kolonie. O několik měsíců později ji obsadili Angličané, přejmenovali ji na New York a rok poté uzavřeli s Esopy svou vlastní dohodu. Ta stanovovala pravidla při obchodu, prodeji půdy a řešení incidentů. Esopové byli postupně – mírovou cestou a „právně v pořádku“ – Angličany připraveni o své území.